# 1956年の音楽
1956年の音楽（1956ねんのおんがく）では、1956年（昭和31年）の世界の音楽分野についてまとめる。

## 概要
- エルビスプレスリーが大ヒットを連発した。

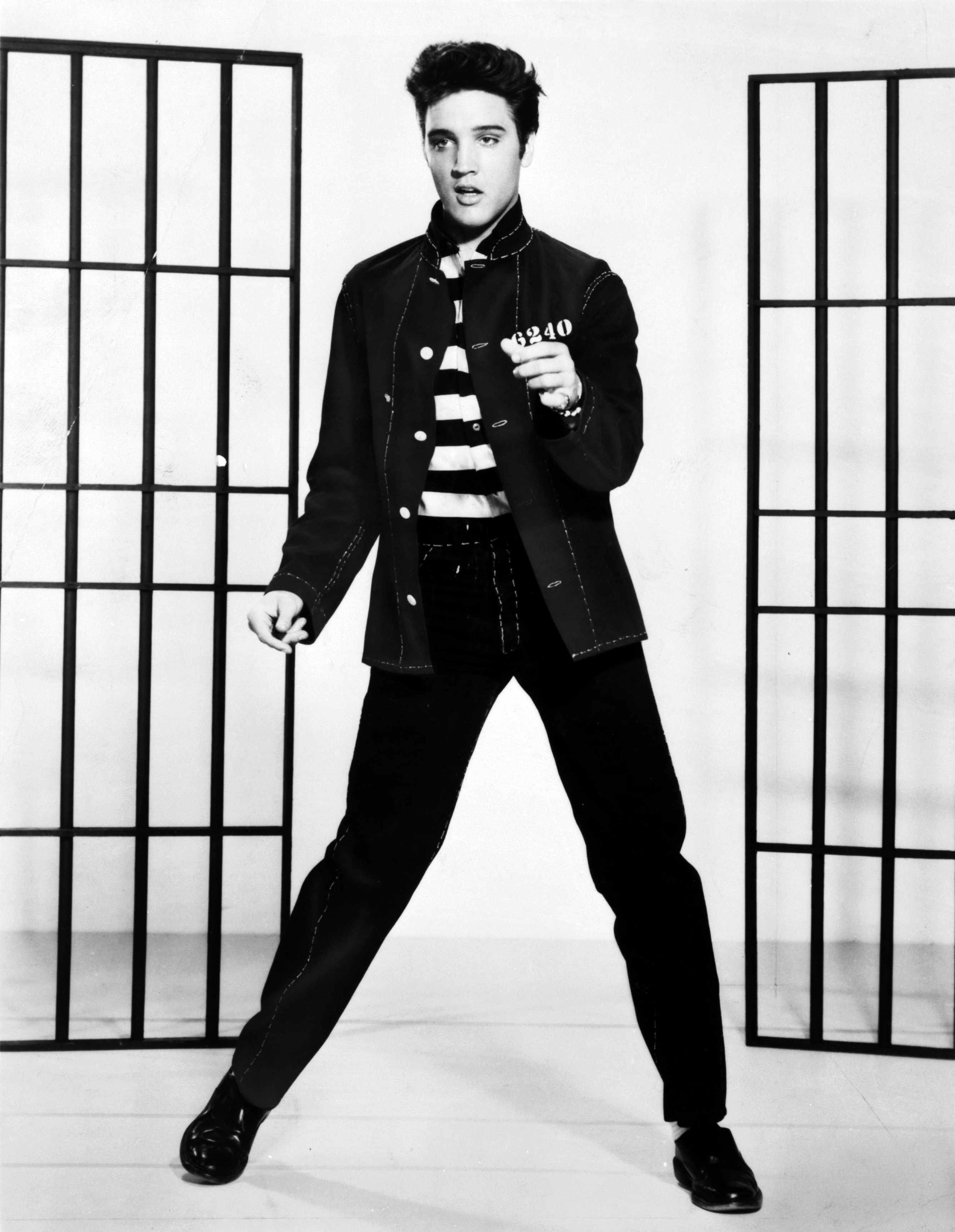
エルヴィス・プレスリー

- 歌謡曲では大津美子「ここに幸あり」、三橋美智也「哀愁列車」、曽根史郎「若いお巡りさん」、島倉千代子「東京の人よ、さようなら」などがヒットした。
- 3月22日–洋楽ではカール・パーキンス[1]が、エド・サリバン・ショーに出演するためにニューヨーク市に向かう途中、デラウェア州ウィルミントンの近くで自動車事故で負傷した。彼は数ヶ月入院している。
- 3月24日–アランフリードをホストとする最初の定期的に全国放送されるロックンロールショー、ロックンロールダンスパーティーがCBSラジオネットワークで初公開された。
- 3月26日–トムパーカー大佐が正式にエルビスプレスリーのマネージャーになった[2]。
- 4月–アラバマ州バーミンガムで開催されたナット・キング・コールのコンサートで、「人種分離主義者のグループ」（アサ・アール・カーターの信者）がステージに駆けつけたが、すぐに捕らえられた。
- 12月31日 - 第7回NHK紅白歌合戦
  - トップバッター - 荒井恵子(紅)、岡本敦郎(白)
  - トリ - 笠置シヅ子(紅)、灰田勝彦(白)

## 洋楽シングル
- エルヴィス・プレスリー 「ハートブレイク・ホテル」「ハウンド・ドッグ[注 1] / 冷たくしないで」
- プラターズ 「マイ・プレイヤー」「グレイト・プリテンダー」[注 2]
- ビル・ドゲット「ホンキー・トンク」
- ジーン・ヴィンセント 「ビー・バップ・ア・ルーラ」
- チャック・ベリー 「ロール・オーバー・ベートーヴェン」
- カール・パーキンス 「ブルー・スエード・シューズ / ハニー・ドント」
- リトル・リチャード 「のっぽのサリー / トゥッテイ・フルッティ」
- フランキー・ライモン&ザ・ティーンエイジャーズ 「恋は曲者（くせもの）」
- ジミー・リード 「エイント・ザット・ラヴィン・ユー・ベイビー」
- ハウリン・ウルフ 「スモークスタック・ライトニング」
- ロニー・ドネガン 「ロック・アイランド・ライン」
- ジョニー・レイ 「雨に歩けば」
- レイ・チャールズ 「ハレルヤ・アイ・ラヴ・ハー・ソー」
- カデッツ「ストランデッド・イン・ザ・ジャングル」
- シャーリー&リー 「レット・ザ・グッド・タイムズ・ロール」
- スクリーミン・ジェイ・ホーキンズ 「アイ・プット・ア・スペル・オン・ユー」
- ゲール・ストーム「恋はくせもの」
- ガイ・ミッチェル「ブルースを歌おう」
- レス・バクスター 「パリの可哀そうな人々」
- ドリス・デイ 「ケ・セラ・セラ」
- パット・ブーン 「アイル・ビー・ホーム」
- リトル・ウィリー・ジョン - 「フィーヴァー」
- ビル・ヘイリー - 「シー・ユー・レイター・アリゲーター」
- ファッツ・ドミノ - 「ブルーベリー・ヒル」

## 洋楽アルバム
- マイルス・デイヴィス 『ラウンド・アバウト・ミッドナイト』
- ディジー・ガレスピー 『ワールド・ステイツマン』
- ホレス・シルヴァー 『シルヴァーズ・ブルー』

## 邦楽シングル
- 青木光一「早く帰ってコ」「午後8時13分」
- 生田恵子「アイ・アイ・バンジョー」
- 石井千恵「月の出ぬ間に」
- 石原裕次郎「狂った果実」
- ウイリー沖山「スイスの娘」
- 江利チエミ「お転婆キキ」
- 大津美子「ここに幸あり」「流れのジプシー娘」
- 岡本敦郎・湯川きよ美「ここは静かなり」
- 神楽坂浮子「十九の春」
- 笠置シヅ子「たよりにしてまっせ」
- 春日八郎「浮草の宿」
- 勝新太郎「静かな雨のロマンス」「青いドレスの女」
- 草笛光子「白い橋」
- 楠トシエ「裏町の黒猫ルビー」
- 小坂一也「ハートブレイク・ホテル」
- 斉藤京子「お花ちゃん」
- 三条町子「白い霧降る交叉点」
- 島倉千代子「東京の人さようなら」
- 島崎雪子「お駒旅唄」
- 初代コロムビア・ローズ「どうせひろった恋だもの」「しあわせはどこに」「花ふたたび」
- 菅原都々子「日暮れの駅で」
- 鈴木三重子「愛ちゃんはお嫁に」
- 曽根史郎「若いお巡りさん」
- 高田浩吉「りんどう鴉」
- 宝田明「恋は雨に濡れて」「別れの波止場」
- 田端義夫・白鳥みづえ「親子馬子唄」
- 築地容子「青い月夜のランデブー」
- 鶴田浩二「好きだった」
- 中島孝「おきあがり人生」
- 中原美紗緒「フル・フル」
- 中村メイコ「東京チャキチャキ娘」
- 西村つた江「横浜（ハマ）の谷間」
- 野村雪子「おばこ船頭さん」
- 旗照夫「捜索者の唄 (The Searchers) 」
- フランク永井「ばらの刺青」
- ペギー葉山・渡辺弘とスターダスターズ「ケ・セラ・セラ」
- 真木不二夫「旅路の雨」
- 松島トモ子「魔法使いのお母さん」
- 松山恵子「十九の浮草」「アンコ追分」
- 三浦洸一「東京の人」「あゝダムの町」
- 美空ひばり「波止場だよ、お父つぁん」「ひばりのチャチャチャ」「哀愁のサンバ」
- 三橋美智也「哀愁列車」「リンゴ村から」「男涙の子守唄」
- 三船敏郎「山の男の唄」
- 三船浩「男のブルース」
- 宮城まり子「納豆うりの唄」「てんてん娘」
- 山形英夫「港の人気者」
- 山田真二「哀愁の街に霧が降る」
- 雪村いづみ「チャチャチャは素晴らしい」
- 若原一郎「風の吹きよで」「山蔭の道」

## 主な音楽賞
| 賞                                      | 受賞作・受賞者 |
| --------------------------------------- | --- |
| 第11回芸術祭賞                          | - 奨励賞(音楽部門) - 朝日放送「義太夫「近松門左衛門」」 - 文化放送「琵琶行」「こころの四季」 - 杵屋正邦「ラジオ東京新邦楽「野鳥三態」作曲」 - 吉住小三八「長唄古典「安宅勧進帳」演奏」 - 大橋国一「楽劇「バラの騎士」オックス男爵の歌唱・演技」 - 芸術祭奨励賞(レコード部門) - 日本ビクター「こけしぼっこ」「野鳥と共に」ほか - 芸術祭作曲賞 - 川崎優「合唱曲「海」」 - 大沢和子「管弦楽曲「一つのテーマによる交響第4楽章」」 |
| 第6回サンレモ音楽祭                     | - 大賞 - フランカ・ライモンディ「Aprite le finestre」 |
| 第1回ユーロビジョン・ソング・コンテスト | - 優勝者 - リス・アシア「リフレイン」 |

## デビュー
- 1月 - 山形英夫／新庄ばやし
- 8月 - 石原裕次郎／狂った果実
- 10月 - 西田佐智子（西田佐知子）／伊那の恋唄…B面曲（A面は藤島桓夫「勘太郎天龍唄」）

## 誕生
出身地または国籍が日本である人物の国名表記は省略。
- 1956年1月1日（69歳） - 大友康平（宮城県、歌手、HOUND DOG）
- 1月1日 - アンディ・ギル（、歌手、ギャング・オブ・フォー、+2020年・64歳没）
- 1月3日 - 小堺一機（千葉県、お笑いタレント、元サンドイッチ）
- 1月12日 - ニコライ・ノスコフ（、歌手）
- 1月13日 - 中西俊夫（東京都、ミュージシャン、プラスチックス、+2017年・61歳没）
- 1月15日 - 藤村美樹（東京都、元歌手、元キャンディーズ）
- 1月17日 - クリスティーナ（、歌手、+2020年・64歳没）
- 1月17日 - ポール・ヤング（、ミュージシャン）
- 1月25日 - 巻上公一（静岡県、歌手、ヒカシュー）
- 1月31日 - ジョン・ライドン（、ミュージシャン、セックス・ピストルズ）
- 2月5日 - ヴィニー・カリウタ（、ドラマー）
- 2月7日 - マーク・セント・ジョン（、ギタリスト、キッス、+2007年・51歳没）
- 2月10日 - 清水一登（東京都、ミュージシャン）
- 2月15日 - 浅田美代子（東京都、歌手・女優）
- 2月19日 - 八島順一（宮城県、ギタリスト、元HOUND DOG）
- 2月23日 - 野口五郎（岐阜県、歌手・俳優）
- 2月23日 - Bro.TOM（歌手）
- 2月23日 - マイケル・アンジェロ（、ギタリスト）
- 2月26日 - 桑田佳祐（神奈川県、シンガーソングライター、サザンオールスターズ）
- 2月27日 - 高橋研（岩手県、シンガーソングライター・音楽プロデューサー）
- 2月27日 - 新沼謙治（岩手県、演歌歌手）
- 3月5日 - ティーナ・マリー（、ミュージシャン、+2010年・54歳没）
- 3月13日 - 佐野元春（東京都、ミュージシャン）
- 3月20日 - 竹中直人（神奈川県、俳優・コメディアン・元歌手）
- 3月23日 - 山本恭司（島根県、ミュージシャン）
- 3月27日 - 網倉一也（神奈川県、作詞家・作曲家）
- 3月28日 - 秦万里子（東京都、歌手・ピアニスト）
- 3月30日 - 森山達也（福岡県、ミュージシャン、THE MODS）
- 4月1日 - 勝木ゆかり（福岡県、歌手、S.E.N.S.）
- 4月4日 - 松田弘（宮崎県、ミュージシャン、サザンオールスターズ）
- 4月5日 - ハル・ウィルナー（、音楽プロデューサー、+2020年・64歳没）
- 4月8日 - 田中好子（東京都、歌手・女優、キャンディーズ、+2011年・55歳没）
- 4月10日 - 中西俊博（東京都、ヴァイオリニスト）
- 4月21日 - 梅沢康博（ドラマー、REACTION/元JACKS'N'JOKER/元アニメタル、+2015年・58歳没）
- 4月22日 - ユッカ＝ペッカ・サラステ（、指揮者）
- 5月2日 - 秋元康（東京都、作詞家・音楽プロデューサー）
- 5月29日 - ラトーヤ・ジャクソン（、歌手）
- 6月5日 - アン・ルイス（兵庫県、歌手）
- 6月5日 - ケニー・G（、ミュージシャン）
- 6月14日 - ジャンナ・ナンニーニ（、歌手）
- 6月28日 - 大槻啓之（京都府、作曲家）
- 7月15日 - ジョー・サトリアーニ（、ギタリスト）
- 7月18日 - 松宮恭子（東京都、作詞家）
- 7月20日 - 石橋凌（福岡県、俳優・ミュージシャン、ARB）
- 7月23日 - 米良治彦（神奈川県、シンガーソングライター）
- 8月18日 - ジョン・デブニー（、作曲家）
- 8月26日 - 伊藤敏博（新潟県、シンガーソングライター）
- 8月26日 - 和田アキラ（東京都、ギタリスト）
- 8月29日 - 谷山浩子（神奈川県、シンガーソングライター）
- 8月31日 - 田代まさし（佐賀県、歌手、ラッツ&スター）
- 9月7日 - 長渕剛（鹿児島県、シンガーソングライター）
- 9月10日 - 久保木博之（東京都、歌手、ラッツ&スター）
- 9月12日 - 佐藤善雄（東京都、歌手、ラッツ&スター）
- 9月19日 - 加藤久仁彦（愛知県、歌手、狩人）
- 9月22日 - 鈴木雅之（東京都、歌手、ラッツ&スター）
- 9月24日 - 小川銀次（ギタリスト、元RCサクセション、+2015年・58歳没）
- 10月3日 - 大植英次（広島県、指揮者）
- 10月7日 - 宮崎慎二（愛媛県、作曲家）
- 10月11日 - やまがたすみこ（東京都、シンガーソングライター）
- 10月13日 - 渡辺直樹（神奈川県、作曲家）
- 10月17日 - 広谷順子（東京都、歌手、綺羅、+2020年・63歳没）
- 10月18日 - しゅうさえこ（兵庫県、歌手）
- 10月20日 - 向谷実（東京都、ミュージシャン、カシオペア）
- 10月21日 - 原田大三郎（福岡県、映像作家、GABALL）
- 10月23日 - 渡辺真知子（神奈川県、シンガーソングライター）
- 11月4日 - ジョーダン・ルーデス（、キーボーディスト、ドリーム・シアター）
- 11月10日 - スコット・コロンバス（、ドラマー、マノウォー、+2011年・54歳没）
- 11月11日 - 見岳章（東京都、作曲家・ミュージシャン、一風堂）
- 11月12日 - 山川恵津子（京都府、作曲家）
- 11月13日 - 児島由美（北海道、シンガーソングライター）
- 11月17日 - 佐々木隆（富山県、ドラマー、元カシオペア）
- 11月26日 - 岡野ハジメ（愛知県、音楽プロデューサー・ベーシスト）
- 12月11日 - 原由子（神奈川県、ミュージシャン、サザンオールスターズ）
- 12月12日 - 大森隆志（岡山県、ミュージシャン、元サザンオールスターズ）
- 12月19日 - 秋田昌美（東京都、ノイズミュージシャン、メルツバウ）
- 1956年12月28日（68歳） - ナイジェル・ケネディ（、ヴァイオリニスト）

## 死去
- 1月6日 - ミスタンゲット（、シャンソン歌手、*1873年）
- 1月27日 - エーリヒ・クライバー（、指揮者、*1890年）
- 5月7日 - レオポルト・ウラッハ（、クラリネット奏者、*1902年）
- 5月29日 - ヘルマン・アーベントロート（、指揮者、*1883年）
- 6月4日 - マックス・コヴァルスキ（、作曲家、*1882年）
- 6月25日 - 宮城道雄（兵庫県、作曲家、*1894年）
- 6月26日 - リッチー・パウエル（、ジャズピアニスト、*1931年）
- 8月31日 - イヴ・ナット（、ピアニスト、*1890年）
- 10月23日 - アウグスト・クビツェク（、指揮者、*1888年）
- 10月26日 - ヴァルター・ギーゼキング（、ピアニスト、*1895年）
- 11月10日 - ヴィクター・ヤング（、作曲家、*1899年）
- 11月24日 - グィード・カンテッリ（、指揮者、*1920年）
- 12月14日 - 楠木繁夫（高知県、歌手、*1905年）